# Megaselia excisa
Megaselia excisa är en tvåvingeart som beskrevs av Rudolf Beyer 1966. Megaselia excisa ingår i släktet Megaselia och familjen puckelflugor. Inga underarter finns listade i Catalogue of Life.